# Melissa de la Cruz
Melissa de la Cruz (Manila; 7 de septiembre de 1971) es una escritora filipina. Ha escrito las series de novelas Las au pairs y Sangre azul.

## Biografía
De la Cruz creció en Manila (Filipinas) y se mudó con su familia a San Francisco, donde se graduó de la Preparatoria en El Convento del Sagrado Corazón. Se licenció en Historia del Arte e Inglés por la Universidad de Columbia.
Ahora divide su tiempo entre Nueva York y Los Ángeles, donde actualmente vive con su familia, exactamente en Hollywood Hills.

### Serie The Ashleys, AKA The Ashley Project
1. Hay un nuevo nombre en la escuela... (There's a New Name in School...) (2008).
2. ¿Celosa? Sabes que lo estás... (Jealous? You Know You Are..., AKA Social Order) (2008).
3. Cumpleaños vicioso (Birthday Vicious) (2008).
4. Selva de Lip Gloss (Lip Gloss Jungle, AKA Popuratity Takeover) (2008).

### Serie Au Pairs, AKA Beach Lane
1. The Au Pairs, AKA Beach Lane (2004).
2. Skinny Dipping (2005).
3. Bronceadas (Sun-Kissed) (2006).
4. Locas Calientes (Crazy Hot) (2007).

### Serie The Beauchamp Family
Serie Witches of East End:
1. Witches of East End (2011).
2. Diary of the White Witch (2012). Precuela.
3. Serpent's Kiss (2012).
4. Winds of Salem (2013).

Serie Summer on East End:
1. Triple Moon (2015).
2. Double Eclipse (2016).

### Serie Sangre Azul (Blue Bloods)
1. Sangre Azul (Blue Bloods) (2006).
2. Mascarada (Masquerade) (2007).
3. Revelaciones (Revelations) (2008).
4. El legado de Van Alen (The Van Alen Legacy) (2009).
5. Claves del repositorio (Keys to the Repository) (2010). Novela corta.[3]
6. Angel equivocado (Misguided Angel) (2010).[4]
7. Bloody Valentine (2010). Novela corta.[5]
8. Lost in Time (2011).
9. Gates of Paradise (2013).
10. Vampires of Manhattan (2014).

### Serie Heart of Dread
1. Frozen (2013).
2. Stolen (2014).
3. Golden (2016).

### Serie La Isla de los Perdidos
1. La Isla de los Perdidos (2015).
2. Retorno a la Isla de los Perdidos (2016).
3. Rebelión en la Isla de los Perdidos (2017).
4. Huida de la Isla de los Perdidos (2019).

### Serie The Ring & the Crown
1. The Ring & the Crown (2014).
2. The Queen and the Courtesan (2016).

### Novelas independientes
- Maullido de Gatos (Cat's Meow) (2001).
- Cómo hacerse famoso en dos semanas o menos (How to Become Famous in Two Weeks or Less) (2003). Coescrito con Karen Robinovitz.
- El archivo fashionista: Aventuras en tacones de cuatro pulgadas y metidas de pata (The Fashionista Files: Adventures in Four-Inch Heels and Faux Pas) (2004).
- Recién llegados del Barco (Fresh off the Boat) (2005).
- Las angeles en Sunset Boulevard (Angels on Sunset Boulevard) (2007).
- La chica se queda en la foto (Girl Stays in the Picture) (2009).
- Pacto de Lobos (Wolf Pact) (2012). Spin-Off de Sangre Azul.[6]
- Surviving High School: A Novel (2016).
- Something In Between (2016).

### Antologías
- Muérdago (Mistletoe) (2006).
- 666 (2007).
- 21 Proms (2007).
- Chicas que les gustan los chicos que les gustan los chicos (Girls Who Like Boys Who Like Boys) (2007).
- The Eternal Kiss (2009).